# برون‌سپاری

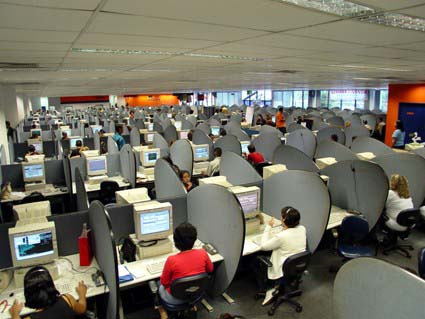
نمایی از call center یک شرکت

برون‌سپاری (به انگلیسی: Outsourcing) به واگذاری انجام فرایندها یا فعالیت‌های داخلی یک کسب و کار به یک تأمین کننده خارجی تحت قرارداد مشخص گفته می‌شود. هنگامی که یک سازمان برخی از فعالیت‌ها یا فرایندهای کسب و کار خود را به عرضه‌کننده‌ای در بیرون از شرکت یا سازمان خود بسپارد این عمل را برون‌سپاری می‌نامند. در بسیاری موارد در برون‌سپاری، حق تصمیم‌گیری و عوامل تولید هم به سازمان دیگر واگذار می‌شود. 
امروزه رایج‌ترین نوع برون‌سپاری نیروهای کاری هستند که برای کارهای تولیدی به کشورهایی مانند هند و چین فرستاده می‌شوند. اما برون‌سپاری تنها به این نوع محدود نمی‌شود. این نوع از برون‌سپاری معمولا برون‌سپاری برون‌مرزی نامیده می‌شود. به عنوان مثال می‌توان خدمات مشتریان و مراکز پشتیبانی فنی تلفنی و نیز برنامه‌ریزی کامپیوتری را نام برد. خدمات سرایداری و خدمات امنیتی مثال‌هایی از کارهایی هستند که به‌طور کلی از این‌که به کشورهای دیگر واگذار شوند در امانند، چرا که برون‌سپاری بخشی از یک شرکت می‌تواند باعث رفع این نیازهای شغلی در آن شرکت و در نهایت حذف کلی آن‌ها بشود.

## بررسی اجمالی
تعاریف بسیاری برای برون سپاری وجود دارد. اما یکی از اساسی ترین آنها، واگذاری خدمات به شخص ثالث است. با توجه به فناوری اطلاعات، برون سپاری می‌تواند شامل هر چیزی از برون سپاری فناوری اطلاعات، مدیریت فناوری اطلاعات آی بی ام (IBM) یا HP گرفته تا برون سپاری خدمات بسیار کوچک و ساده مانند بهبود مقابله با سوانح یا ذخیره سازی داده‌ها، و همه چیز در این میان را شامل شود.
یکی از بزرگترین تغییرات سال‌های اخیر رشد گروهی از مردم است که از فناوری‌های آنلاین برای استفاده از برون سپاری برای ارائه خدمات خود در سطح بین‌المللی استفاده می‌کنند.

## دلایل برون‌سپاری
دلایل بسیاری برای برون‌سپاری فرایندهای کسب و کار مطرح شده است که از آن جمله عبارتند از:
صرفه جویی در هزینه: رایج ترین دلیل برای تصمیم به برون سپاری صرفه جویی در هزینه‌ها است. دستیابی به هزینه پایین تر ناشی از صرفه جویی به مقیاس در کسب و کارهای دیگر است. به دلیل آنکه سازمان امکان ایجاد صرفه جویی به مقیاس در همه فرایندهای کسب و کار خود را ندارد اقدام به برون سپاری می‌کند تا از مزیت‌های موجود در کسب و کارهای دیگر استفاده کند. به عنوان مثال برون سپاری فعالیتهای مالی و حسابداری یک سازمان، میتواند 35 تا 50 درصد صرفه جویی در هزینه های مربوطه به همراه داشته باشد.
تمرکز بر شایستگی اصلی سازمان: منابع در دسترس یک سازمان محدود است و سازمان برای آنکه بتواند در فضای رقابت باقی بماند ناچار از تمرکز منابع خود بر شایستگی اصلی خود است. فرایندها یا فعالیت‌هایی که اهمیت حیاتی برای شایستگی اصلی سازمان ندارند از جمله فرایندها هستند که مناسب برون سپاری هستند. انجام همه فرایندهای مربوط به کسب و کار یک سازمان در داخل خود سازمان نیاز به منابع، تخصص، و توجهی دارد که اغلب به اندازه کافی در اختیار سازمان نیست و باید از منابع خارجی تهیه شود.
ساختاربندی مجدد هزینه: برون سپاری قادر به تغییر نسبت‌هایی همچون هزینه ثابت به متغیر است. به این ترتیب امکان تبدیل ساختار هزینه سازمان به یک ساختار با هزینه متغیر فراهم می‌شود و امکان پیش بینی هزینه‌های متغیر هم افزایش می‌یابد.
بازسازی هزینه: نیروی کاری مقایسه‌ای است بین هزینه‌های ثابت با متغیر. برون سپاری نیروی کار از هزینه‌های ثابت به هزینه‌های متغیر انتقال می‌دهد و هزینه‌های متغیر را نیز بیشتر قابل پیش بینی می‌کند.
بهبود کیفیت: رسیدن به یک تغییر شدید در کیفیت از طریق قرارداد ارائه خدمات با شرکت ثالث.
آگاهی: دسترسی به مالکیت معنوی و تجربه و دانش وسیع تر.
قرارداد: ارائه خدمات با عقد یک قرارداد الزام آور حقوقی با مجازات‌های مالی و حقوقی. اعمال این مورد با سرویس‌های داخلی نمی‌شود.
عملیاتی تخصص: دسترسی به بهترین نیروی عملیاتی که انجام آن توسط شرکت بیش از حد دشوار و وقت گیر است.
دسترسی به استعداد: دسترسی به یک استخر بزرگ از استعداد و یک منبع پایدار از مهارت‌ها، به ویژه در علوم و مهندسی.
افزایش ظرفیت برای نوآوری: شرکت‌ها به طور فزاینده از ارائه دهندگان دانش خدمات خارجی برای نوآوری محصول خود استفاده می‌کنند.
سایر دلایل عبارتند از: بهبود کیفیت، امکان رسیدگی قانونی به ایرادات موجود در خدمت یا محصول خریداری شده، دسترسی به تخصص‌های موجود در خارج از سازمان و بهبود توانایی برای تغییر مقیاس تولید، کوچک کردن حجم شرکتها، داشتن قدرت مانور بیشتر درایجاد تغییرات سریع در موارد بحران.

### معایب برون‌سپاری
تبعات برون سپاری شامل امکان از دست رفتن کنترل بر فرایندها، مشکل در مدیریت روابط با تأمین کننده، تغییرات عرصه کسب و کار در بلند مدت، مشکل لغو قرارداد، ایجاد تعارض سازمانی در روابط با تأمین کننده، از دست رفتن مشاغل در سازمان، کاهش کیفیت و افزایش هزینه به دلیل انتخاب نامناسب تأمین کننده می‌شود.
هم‌چنین برخی دیگر از معایب برون‌سپاری به شرح زیر می‌باشد:
1. از دست دادن کنترل مدیریتی: زمانی که قراردادی امضا می‌کنید تا یک شرکت دیگر بخشی از کار شما را بر عهده بگیرد، شما مدیریت و کنترل آن بخش از کار را بر عهده آن شرکت می‌گذارید. شرکتی که کار را به آن برون‌سپاری کرده‌اید استانداردهایی را که برای شرکت خودتان مهم است، در نظر نمی‌گیرد. آن‌ها تنها به دنبال این هستند تا از خدمتی که به شما و شرکت‌های دیگری مثل شما رائه می‌دهند، سود ببرند.
2. هزینه‌های پنهان: شما قرادادی با شرکتی که کار را به آن برون‌سپاری می‌کنید، امضا می‌کنید که جزئیات خدماتی که برای شما فراهم خواهد شد در آن مشخص می‌شود. شما مجبور خواهید بود برای هر چیزی که در قرارداد ذکر نشده است هزینه اضافی پرداخت کنید. علاوه بر این شما باید یک وکیل استخدام کنید تا جزئیات قراردادی را که امضا کرده‌اید بررسی کند. آن شرکت قبلا این کار را کرده و قرارداد را از قبل آماده کرده است. بنابراین زمانی که مذاکرات آغاز شود شما در موضع ضعف خواهید بود.
3. خطری برای امنیت و اسرار شرکت: چیزی که هم‌چون خون در رگ‌های شرکت جریان دارد اطلاعاتی است که شرکت بر اساس آن‌ها به جلو می‌رود. اگر شما فهرست حقوق افراد، اطلاعات پزشکی یا هر اطلاعات محرمانه‌ی دیگری دارید که باید در اختیار شرکتی که کار را به آن برون‌سپاری کرده‌اید قرار بدهید، این خطر وجود دارد که اطلاعات محرمانه شما فاش شود. اگر کاری که قرار است برون‌سپاری شود شامل دارایی‌های مشترک شرکت یا داده‌ها و اطلاعات شرکت باشد. (برای مثال طرح محصولات، فرمول‌ها و غیره)، این مسئله باید در تصمیمگیری شما در نظر گرفته شود. شرکتی که قرار است کار به آن برون‌سپاری شود را به دقت ارزیابی کنید تا مطمئن شوید که داده‌های شما حفظ می‌شوند و در صورتی که اتفاقی رخ دهد، قرار داد آن را پیشبینی کرده است.
4. مشکلات کیفیت: شرکتی که کار را به آن برون‌سپاری می‌کنید، تنها با پول انگیزه می‌گیرد. از آنجا که در قراردادی که می‌بندید قیمت را قطعی می‌کنید، تنها راه آن‌ها برای افزایش سود، کاهش هزینه‌ها خواهد بود و تنها زمانی که آن‌ها شرایط قرارداد را برآورده کنند، شما به آن‌ها پول می‌دهید. علاوه بر این شما توانایی پاسخ دادن به تغییرات سریع محیط کسب و کار را نیز از دست می‌دهید، چرا که قرارداد کاملا مشخص است و برای هر تغییری شما باید هزینه‌ی اضافه پرداخت کنید.
5. کار شما به توان مالی یک شرکت دیگر گره می‌خورد: از آن‌جا که شما بخشی از کار خود را به یک شرکت دیگر واگذار کرده‌اید، اکنون کار شما به توان مالی یک شرکت دیگر گره خورده است. در نتیجه باید این انتظار را داشته باشید که شرکتی که کار را به آن برون‌سپاری کرده‌اید ورشکسته بشود و کار شما نیمه کاره بماند.
6. ذهنیت بد و اثرات منفی: واژه‌ی برون‌سپاری چیزهای مختلفی را در ذهن افراد تداعی می‌کند. اگر در جامعه‌ای زندگی می‌کنید که در آن شرکتی کارهای برون‌سپاری شده انجام می‌دهد و دوستان و نزدیکان شما را استخدام می‌کند، آنگاه برون‌سپاری امر خوب و مثبتی خواهد بود. اما اگر دوستان و نزدیکانتان به‌خاطر برون‌سپاری کارشان را از دست داده باشند، آنگاه برون‌سپاری چیز خوبی نخواهد بود. همچنین اگر شما بخشی از کار خود را برون‌سپاری کنید، روحیه‌ی نیروی کارتان ممکن است آسیب ببیند.

نشریه فوربس در دسامبر ۲۰۱۲ با انتشار مقاله مفصلی به تحلیل روند بازگشت خطوط تولید تعدادی از معتبرترین برندهای آمریکایی نظیر اپل، GE و... به آمریکا پرداخت و نتیجه گرفت که مهمترین عیب «برون سپاری» فاصله افتادن بین سازمان طراحی و سازمان تولید یک شرکت است که در نتیجه آن بازخوردهای لازم در مورد سختی و آسانی و هزینه‌های فرایند تولید محصول به موقع برای بهبود طرح به بخش طراحی نمی‌رسد.

## حوزه‌هایی که معمولا برون‌سپاری می‌شوند
اگرچه کارهای بسیاری برون‌سپاری می‌شوند اما در این‌جا برخی حوزه‌ها که بیشتر برون‌سپاری می‌شوند ذکر شده است:
- عملیات مربوط به فناوری اطلاعات
- شبکه و ارتباطات از راه دور
- منابع انسانی و مدیریت بیمه
- حساب‌داری
- تبلیغات
- امنیت [۱]

## روش‌های برون‌سپاری
روش‌های برون‌سپاری شامل چهار روش اصلی می‌شود:
برون‌سپاری پروژه‌ای: برون‌سپاری پروژه‌ای معمول‌ترین شیوه‌ای است که روزانه با آن سروکار داریم. شرکت‌ها متناسب با نیازشان پروژه‌ها را برون‌سپاری می‌کنند و کارهایشان را به انجام می‌رسانند.
فرقی نمی‌کند پروژه فیزیکی باشد یا در بستر وب انجام شود. وقتی صحبت از پروژه می‌شود به معنای استخدام موقت نیروی کار است.
برون‌سپاری حرفه‌ای: در این شیوه از برون‌سپاری، تقریبا همه موارد و وظایف را به فرد یا تیم خاصی محول می‌کنید که تخصص خاصی دارد و شما کاری با شیوه انجام پروژه ندارید. آنها موظفند نتیجه مورد نظر را در مدت زمان مشخص شده تحویل دهند و در ازای آن مبلغ مورد توافق را دریافت کنند. این شیوه برون‌سپاری حد و مرزی ندارد و می‌تواند برای انجام یک کار فیزیکی مورد استفاده قرار گیرد یا برای یک فرآیند بازاریابی با هر چیز دیگر. مثلا ساخت یک جاده یا حساب‌رسی یک شرکت.
برون‌سپاری IT: در زمینه فناوری و اینترنت برون‌سپاری جا افتاده‌تر است. شرکت‌های بزرگ فناوری می‌توانند پروژه‌های بزرگ خود را برون‌سپاری کنند و اداره هر بخش از امور را به افراد یا شرکت‌های دیگری بسپارند. چون در بستر اینترنت بیشتر کارها قابل انجام‌اند، برون‌سپاری آی تی یکی از پر طرفدارترین‌هاست. این شرکت‌ها می‌توانند افراد را استخدام کنند و از راه دور کار کنند یا آنکه پروژه‌ها را تعریف کنند و در نهایت کار انجام شده را تحویل بگیرند. این کار حد و مرزی ندارد و فریلنسینگ یکی از زیر شاخه‌های برون‌سپاری IT است.
برون‌سپاری ساخت یا تولید: این روش برون‌سپاری به شما اجازه می‌دهد تا شرکتی را جهت تولید کالای مورد نیازتان استخدام کنید. بنابراین یک کارخانه یا شرکت را استخدام می‌کنید تا کالای مورد نیاز شما را تولید کند. کاری که بسیاری از شرکت‌های بزرگ انجام می‌دهند. مثلا کمپانی‌های تولید گوشی هوشمند شرکت‌هایی را در چین استخدام می‌کنند تا محصولات‌شان را تولید کنند. این کار به خاطر صرفه‌جویی در هزینه‌های تولید و نیروی کار انجام می‌شود.

## مراحل پروژهٔ برون‌سپاری
1. ارزیابی فرایندهای کسب و کار
2. تحلیل نیازها
3. ارزیابی تأمین کنندگان بالقوه
4. مذاکره و مدیریت قرارداد
5. انتقال کار به تأمین کننده
6. مدیریت روابط با تأمین کننده

## چگونه ارائه دهنده خدمات را انتخاب کنیم؟
انتخاب ارائه دهنده خدمات تصمیمی دشوار است. اما با این تصور که هیچ کدام از آنها دقیقا متناسب با خواسته شما نیستند، شروع کنید. در این مرحله موازنه کردن نیازهایتان ضروری است. برای تصمیم‌گیری آگاهانه، آن‌چه را که از برون‌سپاری انتظار دارید، بیان کنید؛ مهم‌ترین معیارهایتان را استخراج کنید. مشخص کردن این موارد قبل از مذاکره با فروشندگان اهمیت بسیاری دارد، زیرا هر کدام از فروشندگان با دیدگاه خود و متناسب با ظرفیت‌ها و توانمندی‌های خود به انجام کار اقدام می‌کنند.
برخی از سوالاتی که باید در نظر داشته باشید عبارتند از:
- چه چیزی برای شما مهم‌تر است؟ کل مبلغی که برون‌سپاری می‌تواند برای شما صرفه‌جویی کند چقدر است؟در طول چه بازه زمانی می‌تواند این کار را انجام دهد؟
- آیا می‌خواهید توانایی‌ها یا تخصص‌های گسترده‌ای را در یک زمینه خاص داشته باشید؟
- آیا می‌خواهید نوع قرارداد شما قیمت مقطوع باشد یا گزینه‌های منعطف‌تر دیگری را ترجیح می‌دهید؟

هنگامی که شما نیازهای خود را تعریف کرده و اولویت بندی می‌کنید، بهتر می‌توانید تصمیم بگیرید که چه نوع موازنه برای شما ارزش ایجاد می‌کند.

## مذاکره برای قرارداد برون‌سپاری
ارائه دهنده خدمات هنگام ورود به جلسه یک اصل را در ذهن خود دارد: با قبول کمترین ریسک بیشترین سود را به دست بیاور.
از طرفی واضح است که تمرکز شما بر روی کار فروشنده است، ایجاد توازن در تخصیص ریسک‌ها و مزایای دو طرف، هدف فرآیند مذاکره است. اما خریداران هوشمند در مذاکرات رهبری جلسه را به‌دست می‌گیرند و کارها را با توجه به مزایای خود اولویت‌بندی می‌کنند. هوشیار باشید و با ذکر و یادداشت موارد خود، الزامات پروژه را یادآوری کنید، ایجاد یک جدول زمانی و تاریخ تکمیل مذاکرات به تقویت روند مذاکرات کمک خواهد کرد. بدون این برنامه، چنین بحث‌هایی می‌تواند برای همیشه ادامه یابد.

## برون‌سپاری استراتژیک
در برون‌سپاری استراتژیک، دغدغه‌ی اصلی، مدیریت منابع و تخصیص بهینه منابع است.
به عبارت دیگر، وقتی یک کسب و کار درک می‌کند که شایستگی‌های کلیدی‌اش چیست و چه کاری را بهتر از رقبا انجام می‌دهد، ممکن است تصمیم بگیرد بخشی از فعالیت‌های دیگر را برون‌سپاری کند تا منابعش بر روی توانمندی‌های واقعی‌اش سرمایه‌گذاری شود.
چه بسا برون‌سپاری فرایندها و فعالیت‌ها، در نگاه سطحی حسابداری، هزینه‌های شرکت را افزایش دهد؛ اما در برون‌سپاری استراتژیک، استفاده از فرصت‌های کلیدی و تمرکز روی شایستگی‌ها و توانمندی‌های اصلی، آنقدر ارزش آفرین است که ممکن است حتی این شکل از برون‌سپاری را نیز توجیه‌پذیر کند.

## جمع‌بندی
امروزه بسیاری از سازمان‌ها برون‌سپاری را امری ضروری و حتی نجات‌دهنده می‌دانند و بسیاری دیگر آن را کاری غیرمنطقی می‌پندارند و ترجیح می‌دهند تا خود تمامی کارها را انجام دهند. در این میان باید رویکردی مناسب را اتخاذ کرد، پیش از ارزیابی اینکه شما به برون‌سپاری نیاز دارید یا نه، باید به درک درستی از مفاهیم برون‌سپاری، نحوه تخصیص ریسک‌ها، نوع قرارداد، برآورد هزینه و نیازهای سازمان و مزایای و معایب آن دست یابید تا بتوانید در شرایط پیش آمده تصمیم درستی اتخاذ کنید.